# Paul Le Mat
Paul Le Mat, född 22 september 1945 i Rahway, New Jersey, är en amerikansk skådespelare. Han slog igenom i rollen som Hot Rod-raggaren John Milner i filmen Sista natten med gänget (1973).

## Filmografi
- 1973 – Sista natten med gänget (American Graffiti)
- 1975 – Fartdårens vilda flykt
- 1979 – Festen är över (More American Graffiti)
- 1989 – Puppet Master
- 1998 – American History X